# Беспризорные дети, дети-сироты и дети репрессированных в СССР

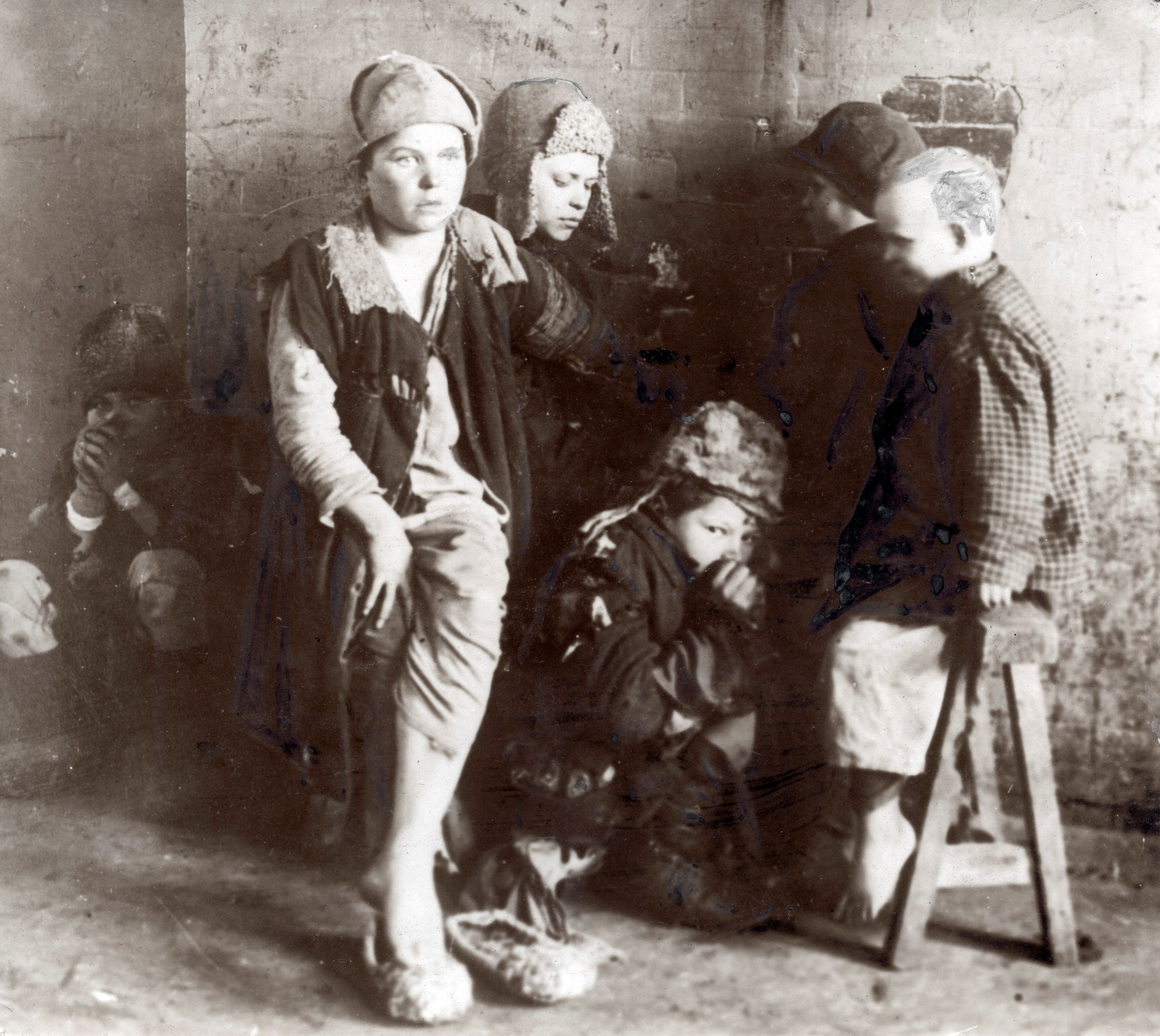
Беспризорники в СССР, 1924 год

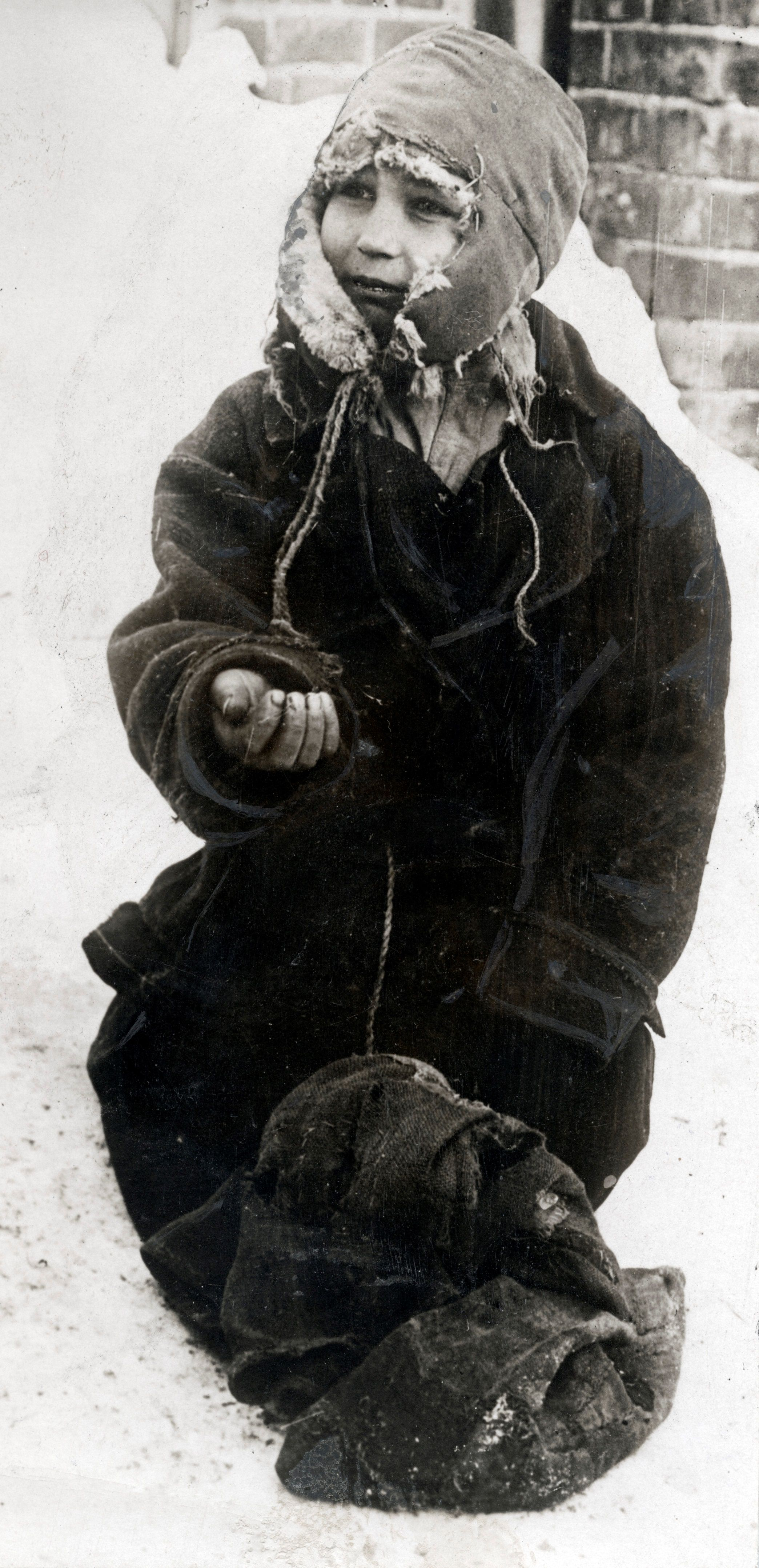
Мальчик просит милостыню, 1924 год

Детская беспризорность и безнадзорность в СССР — социальное явление, возникшее в России, а затем в СССР в результате социальных катастроф.
С момента образования СССР были приняты следующие меры по ликвидации детской беспризорности:
- Создана госсистема социально-правовой защиты и помощи;
- Образованы специализированные органы и учреждения по борьбе и предупреждению;
- Организованы комиссии по делам несовершеннолетних;
- Создана детская социальная инспекция;
- Построены приёмники-распределители, детские дома и коммуны.

Был накоплен богатейший исторический опыт решения проблемы беспризорности.
История опеки детей-сирот в Российской империи развивалась в нескольких направлениях: государственном, государственно-общественном, церковном и частном. В СССР же делался упор на социальное воспитание и государственную опеку над детьми.

## История борьбы с беспризорностью в СССР

### Первая мировая и гражданская войны. Борьба с беспризорностью в РСФСР

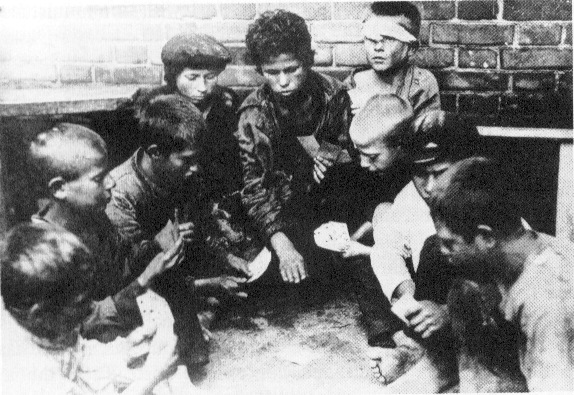
Бездомные дети (беспризорники) в период Гражданской войны

Первая мировая и Гражданская война 1917—1922 годов резко увеличили число беспризорных детей. Пиковым значением А. Ю. Рожков и А. Н. Кривоносов указывают 1922 год, когда было 7 млн беспризорников; по данным БСЭ — это 6 млн на момент 1921 года. Крупнейшим пиком беспризорности за всю историю РСФСР-СССР считаются 1920-е годы .

#### Организация спасения детей в годы Гражданской войны
Осенью 1918 года по инициативе В. Г. Короленко СНК РСФСР учредил независимую общественную организацию — «Лигу спасения детей». Её возглавили Е. Д. Кускова, Н. М. Кишкин, Л. А. Тарасович и другие. В течение года Лига создала 14 детских колоний, несколько детских садов и клубов, а также один санаторий для детей в Москве. Всего за это время ими было спасено 3,5 тыс. сирот и полусирот. В учреждениях, открытых Лигой, особое внимание уделялось индивидуальному воспитанию ребёнка. Обычно это были небольшие 2—3 комнатные квартиры, принимающие не более 25—30 детей.
Изданный в 1918 году специальный декрет Совета Народных Комиссаров предписывал органам снабжения выдавать бесплатно продукты питания всем детям до 14 лет, независимо от социального происхождения. В. И. Ленин поддержал соответствующее предложение Ф. Э. Дзержинского, их оппоненты во главе с Г. Е. Зиновьевым предлагали выдавать карточки на снабжение продуктами только детям трудящихся.
4 февраля 1919 года Совнарком учредил государственный «Совет защиты детей», который возглавил Ф. Э. Дзержинский. Он располагал функциями контроля и координации, не имея в распоряжении воспитательных учреждений. Совет имел в наличии несколько санитарных поездов для подбора беспризорников на железнодорожных станциях. По оценкам А. Рожкова, деятельность этой организации была слаба.
По инициативе «сверху» было создано общество «Друг детей». По утверждению А. Рожкова, создание этих обществ было попыткой государства переложить расходы с бюджета в частные руки, таким образом, например, в московском отделении было собрано порядка 1 млн рублей.
5 марта 1920 года в губернии было разослано постановление Наркомата образования о создании специальной детской милиции, организации и обеспечении питания для беспризорников, их лечения, организации приёмников.
По поручению Совета защиты детей в конце 1920 года А. Д. Калинина провела инспекцию освобожденных от белогвардейцев юго-восточных районов РСФСР, предоставив Ф. Э. Дзержинскому письменный отчёт, в котором указала на ужасающий рост количества сирот и беспризорных детей. «Дети неорганизованной, беспорядочной массой направляются куда-то на юг, где тепло и не голодно. По пути они объединяются, создают настоящие эшелоны, располагаясь на больших узловых станциях целыми лагерями. Этот детский поток растет со дня на день и принимает угрожающий характер. В поисках выхода из этого положения начальник эвакопункта Кавказского фронта издал совершенно недопустимый приказ: поставить заслон и не пропускать ни одного такого ребёнка в пределы Кавказа. Такие же заслоны поставлены на Дону и в других местах. Ребёнок попадает тут, как в западню, и, куда бы ни повернулся, всюду наталкивается на оружие. Он дичает, становится похож на зверёныша, начинает искать средства, чтобы прорвать эту сеть любым способом, даже оружием», — сообщила Калинина. В приютах положение детей тоже критическое: им не хватает продуктов питания и одежды, не везде обеспечены надлежащие санитарные условия.
К началу января 1921 года запасы продовольствия, предоставленные иностранными благотворителями для «Лиги спасения детей», были изъяты, а все детские учреждения перешли под управление Московского отделения народного образования. Случилось это, как утверждает А. Ю. Рожков, после обсуждения Ленина с Дзержинским вопроса о разрешении Лиге пользоваться помощью из-за границы. Последний твёрдо заявил, что «кормить наших детей не заграница будет». Одновременно он предпринял меры по организации помощи беспризорным детям на общегосударственном уровне, подключив к этому аппарат ВЧК как развертвлённый по всей стране и наиболее чётко работающий из советских организаций. Во время встречи с наркомом просвещения А. В. Луначарским Феликс Эдмундович разъяснил: «Я хочу бросить некоторую часть моих личных сил, а главное сил ВЧК, на борьбу с детской беспризорностью. Я пришел к этому выводу… исходя из двух соображений. Во-первых, это же ужасное бедствие. Ведь когда смотришь на детей, так не можешь не думать — все для них. Плоды революции — не нам, а им. А между тем сколько их искалечено борьбой и нуждой. Тут надо прямо-таки броситься на помощь, как если бы мы видели утопающих детей. Одному Наркомпросу справиться не под силу. Нужна широкая помощь всей советской общественности. Нужно создать при ВЦИК, конечно при ближайшем участии Наркомпроса, широкую комиссию, куда бы вошли все ведомства и все организации, могущие быть полезными в этом деле. Я уже говорил кое с кем; я хотел бы стать сам во главе этой комиссии; я хочу реально включить в работу аппарат ВЧК. К этому меня побуждает второе соображение: я думаю, что наш аппарат один из наиболее четко работающих. Его разветвления есть повсюду. С ним считаются. Его побаиваются. А между тем даже в таком деле, как спасение и снабжение детей, встречается и халатность, и даже хищничество. Мы все больше переходим к мирному строительству; я и думаю: отчего не использовать наш боевой аппарат для борьбы с такой бедой, как беспризорность?.. Тут нужна большая чёткость, быстрота и энергия. Нужен контроль, нужно постоянно побуждать, тормошить. Я думаю, мы всего этого достигнем».

#### Организация Деткомиссии и помощь ВЧК
Президиум ВЦИК на заседании от 27 января 1921 года постановил организовать при ВЦИК Комиссию по улучшению жизни детей во главе с Ф. Э. Дзержинским (также называемую Детской чрезвычайной комиссией). В комиссию входили представители наркоматов просвещения, здравоохранения, продовольствия, рабоче-крестьянской инспекции, ВЦСПС, ВЧК. Ф. Э. Дзержинский и педагоги З. П. Соловьев и А. С. Макаренко заложили основу успешной воспитательной доктрины Советского Союза 1920—1940 годов.
На комиссию были возложены следующие функции:
- помощь в отношении продовольствия, жилищ, топлива и т. д. учреждениям, которым вверяется забота о детях, и в первую очередь оказание помощи учреждениям, ведающим охраной жизни и здоровья беспризорных детей;
- наблюдение за выполнением постановлений центральных и местных органов, изданных в ограждение детей и в целях обеспечения их всем необходимым, а также законодательная инициатива по этим вопросам;
- издание на основе действующих законов и постановлений центральной власти и в пределах прав Комиссии распоряжений, касающихся охраны жизни и здоровья детей[14].

Комиссия координировала распределение детей и подростков в интернаты. Создавались приемно-распределительные пункты, где дети наблюдались педагогами и врачами до распределения в постоянное место пребывания (детский дом, детский городок, колонию или коммуну), трудоустройства или же возвращения родителям или родственникам. На местах создавались институты по улучшению жизни детей.
В день создания Комиссии, 27 января 1921 года, Дзержинский направил циркулярное письмо ВЧК всем местным ЧК «О принятии срочных мер по улучшению жизни детей», поручив выделить для этой работы на местах ответственных работников, обязав районные транспортные ЧК заботиться о беспризорных детях на вокзалах и в поездах и помогать отделам народного образования в организации распределителей для этих детей.
В Деткомиссии ВЦИК, собиравшейся дважды в неделю, работали 14 подкомиссий. К борьбе с детской беспризорностью были привлечены профсоюзы, комсомол и женотделы, а также представителей отделов охраны труда детей и Высшего совета физической культуры. Деткомиссия поручила Наркомату рабоче-крестьянской инспекции планомерное обследование детских учреждений по всей стране, вскрыв их неудовлетворительное состояние почти во всех губерниях РСФСР. В результате всем губернским исполнительным комитетам Советов и уполномоченным по борьбе за улучшение жизни детей было поручено немедленно создать комиссии по делам несовершеннолетних там, где их ещё не было, а также организовать детские дома. Губернским отделам народного образования и женотделам предложили увеличить количество работников для юридической защиты детей. При вокзалах были организованы убежища для беспризорных детей, снятых с поездов; на железных дорогах, вокзалах и пристанях начали постоянно дежурить специальные инспекторы.
16 марта 1921 года вышел официальный приказ по войскам ВЧК о создании Деткомиссии ВЦИК во главе с Ф. Э. Дзержинским, в котором разъяснялись её задачи и командирам и политработникам войск ВЧК поручалось оказывать содействие органам и уполномоченным защиты прав детей. Специальным декретом транспортников обязали отправлять поезда с продуктами питания для детских учреждений приоритетно, наравне с воинскими эшелонами.
Уже в 1921 году началась передача лучших загородных дач и зданий в совхозах под детские учреждения. Весной появилось 26 школ-санаториев для больных детей. Летом этого же года количество летних детских лагерей увеличилось в 3—4 раза по сравнению с 1920 годом. Значительно улучшилось снабжение детей бельём, одеждой, обувью в детских домах, детсадах, детских яслях и школах.
В течение весны 1921 года в Москве и губернии было обследовано 250 детских учреждений, получивших безотлагательную помощь. Воспитанникам детских домов Украины, особенно пострадавшей в период Гражданской войны и интервенции, было направлено 9 вагонов тканей, обуви, одежды и других необходимых вещей. Материальную помощь также получили детские учреждения Ярославской, Тамбовской и других губерний.

#### Помощь голодающим детям

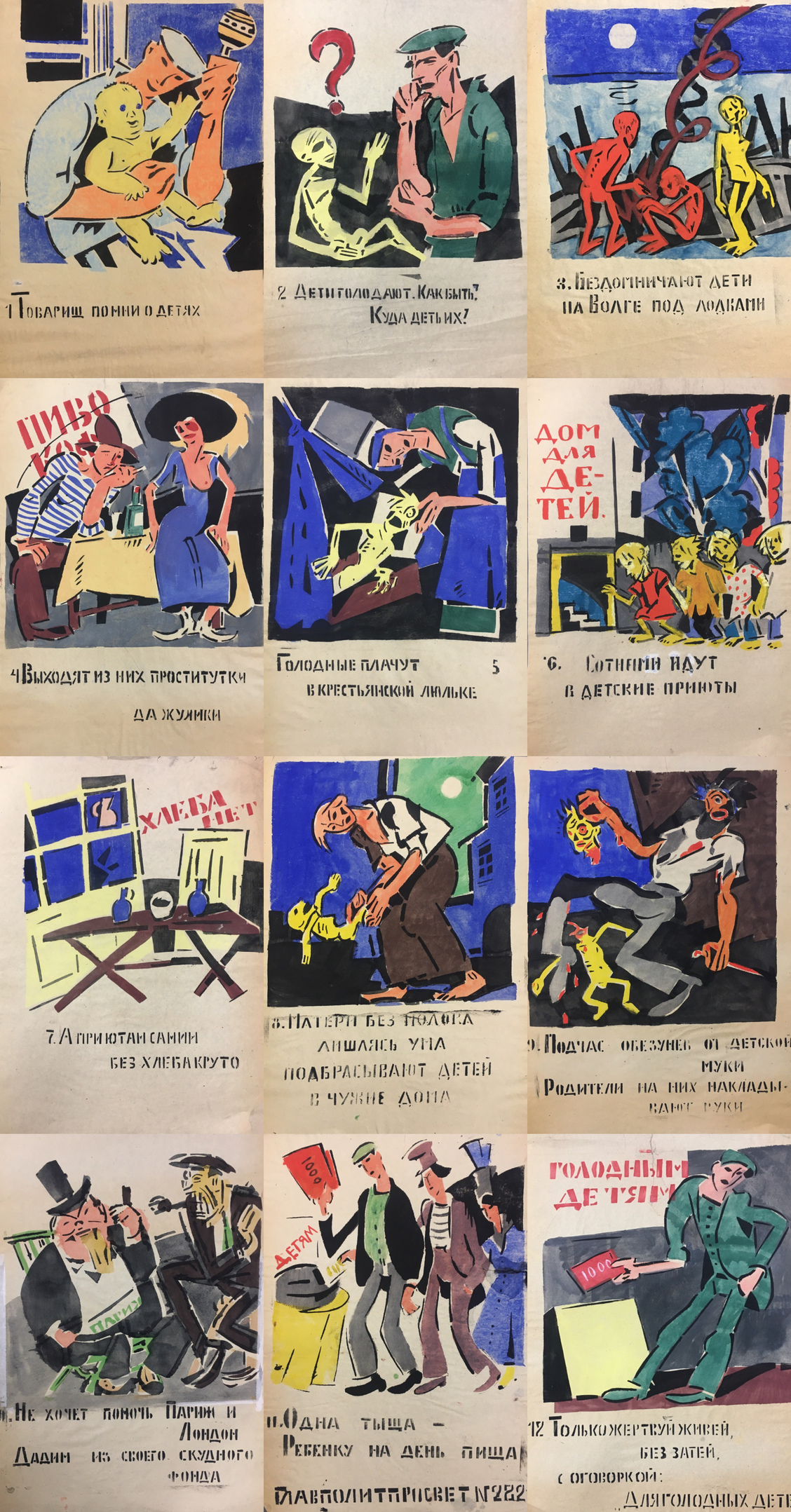
«Товарищ помни о детях» — советский агитплакат 1921 года

В результате небывалой засухи 1920 года и неурожая в Поволжье и на Украине в 1921 году в 34 губерниях с 30-миллионным населением, из которых 30 % составляли дети, осенью 1921 года разразился голод, вызвавший новую волну беспризорности. Уже в августе Деткомиссия начала организованное переселение детей в возрасте от 6 до 14 лет из Поволжья в местности, не пострадавшие от неурожая. На эту инициативу откликнулись местные советы: Украина сообщила о готовности принять 25 тыс. детей, Сибирь — 10 тыс. , Витебская губерния — 5 тыс. , Туркестан — 10 тыс. , Новгородская губерния — 5 тыс. детей. Новые детские дома были развёрнуты и в Москве, для которых по поручению Дзержинского освободили особняки, ранее принадлежавшие богачам. Феликс Эдмундович лично контролировал снабжение новых детдомов мебелью, посудой, одеждой, бельем, обувью, топливом, продовольствием.
Беспризорные дети скрывались в подвалах, грелись в больших котлах для варки асфальта, откуда их забирали в приёмники-распределители и затем направляли в детдома для учёбы. Такова была судьба будущего академика Н. П. Дубинина, которого чекисты спасли ещё в 1919 году.

#### Преступность несовершеннолетних
В Уголовном кодексе РСФСР 1922 года содержались следующие важнейшие положения: несовершеннолетие является смягчающим обстоятельством; к подросткам широко применяется условное осуждение; суд может быть заменен воспитательными мерами, достаточными для исправления виновного. Из 44 991 преступления, совершенного несовершеннолетними, в начале 1920-х годов 75 % на совести беспризорников.
Проблему преступности несовершеннолетних изучал О. Жуковский на материалах Московского трудового дома, А. Д. Калинина как комиссар Московского губернского отдела социального обеспечения, затем — зам. председателя Детской комиссии при ЦИК проанализировала процесс ликвидации детской беспризорности. Деятельность учреждений по борьбе с беспризорностью и её предупреждению широко освещалась в средствах массовой информации. Для педагогов и родителей выпускалась серия брошюр «В защиту детства» с практическими рекомендациями по профилактике детских правонарушений. В 1923—1927 гг. активно обсуждались распространение и ликвидация детской наркомании, в том числе среди беспризорников, которая в 1928 году была преодолена.

#### Развитие системы детского воспитания
Детская беспризорность достигла чрезвычайных размеров в 1921—1922 годах из-за последствий войн, экономической ситуации, голода в Поволжье. Однако именно в этот период началась целенаправленная государственная борьба с беспризорностью. Если в 1919 году детские дома обеспечивали 125 тыс. детей, то в 1921—1922 годах — 540 тыс. детей. Начали применять такие формы работы с беспризорными детьми, как патронат, усыновление, опека и попечительство. Шефство над детьми и подростками «с улицы» взяли на себя комсомольцы. На предприятиях были введены специальные (7 %) квоты для производственного обучения и трудоустройства подростков. Через 200 созданных в 1921 году приемников-распределителей, рассчитанных на прием от 50 до 100 детей одновременно, в первый год прошло более 540 тысяч детей. А. Н. Кривоносов в 2003 году утверждал обратное: по причине недостатка финансов и сокращения штата (например, детских инспекторов было 400 человек на всю страну), за период 1922—1923 года лишь 350 тыс. беспризорников были в поле зрения соответствующих комитетов, однако всего их насчитывалось около 935 тыс. человек.
Беспризорных забирали с улицы в детский приемный пункт, откуда переводили в детский дом. Такой подход быстро переполнил детдома, которые государству было не на что содержать, утверждал А. Н. Кривоносов. Тогда в 1923 году было решено перевести учреждения на местный бюджет, что привело к резкому сокращению детдомов и детей в них, подчёркивал А. Ю. Рожков. Он также утверждал, что из 6063 детских домов в 1922 году в 1923 году остался 3971, а количество их воспитанников сократилось с 540 тыс. до 253 237 человек, соответственно. В последующие пять лет числа упали ещё вдвое.
В этот период проблема беспризорности не скрывалась и не приуменьшалась. Например, в газете «Известия» летом 1922 года, была опубликована сводка РКИ о детской беспризорности и преступности. С 1923 года стала появляться литература по проблеме беспризорности.
В 1923 году работа с беспризорностью была поставлена на плановую основу. Только в Москве к ней было привлечено 15 тысяч педагогов. После ликвидации ряда монастырей они были приспособлены под детские дома и трудовые коммуны.
Дзержинский ушёл с поста председателя Детской комиссии в 1923 году, 23 ноября передав руководство этой работой своему заместителю Белобородову.
В 1924 году был создан «Фонд им. В. И. Ленина для оказания помощи беспризорным детям», в 1926 году — добровольное общество «Друг детей», которое занималось организацией ночлежек, приютов, рабочих мастерских, летних лагерей отдыха и детских площадок для беспризорников.
ВЦИК и СНК выпустили ряд постановлений: «О мероприятиях по подготовке воспитанников детских домов к трудовой деятельности» (21.9.1925), «О порядке и условиях передачи воспитанников в крестьянские семьи» (5.4.1925), и «О мерах по борьбе с детской беспризорностью» (апрель 1926).
А. Н. Кривоносов пишет, что на решение проблемы были брошены все материальные и культурные ресурсы, ею занимались члены правительства, — в частности, Ф. Э. Дзержинский. В крупных городах создавались детские приюты и отделения, воспитательно-трудовые школы, развивались индивидуальное шефство и наставничество.
К деятельности по охране и снабжению детей, оказанию помощи местным организациям, контролю выполнения декретов были привлечены сотрудники ВЧК.
Циркуляр ВЦИК от 20 июня 1924 года поручил органам прокуратуры следить за исполнением законов об охране детства. Большая работа проводилась по обеспечению законности в деятельности детских учреждений для беспризорных, борьбе с хищениями, бесхозяйственностью и жестоким обращением с детьми.

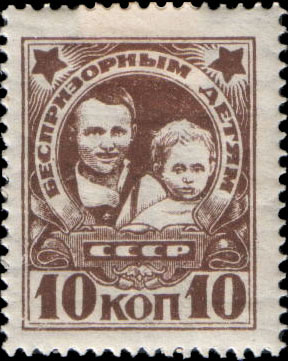
Почтовая марка СССР, 1926 год.

#### Школа перевоспитания «трудных» подростков
Начала создаваться новая советская школа перевоспитания «трудных» подростков, которую представляли (прежде всего) отдельно Н. К. Крупская, а также А. С. Макаренко и З. П. Соловьев.
В марте 1924 года, на Первой московской конференции по борьбе с беспризорностью, Н. К. Крупская указывала, что ликвидация беспризорности — вопрос здорового общества, а не благотворительность. В ноябре 1924 года А. В. Луначарский на четвёртом съезде заведующих губернскими отделами по борьбе с беспризорностью указал на социальную опасность беспризорности: «Дело не только в том, что мы окружены целым морем детского горя, но и в том, что мы рискуем получить из этих детей антиобщественных, антисоциальных людей в корень испорченных, врагов здорового образа жизни… беспринципных людей, которые с легким сердцем уйдут в лагерь наших врагов, которые пополнят армию преступности». Становится модным плакат: «6 миллионов детей, не обслуженных школой, — страшная угроза стране и революции. Помогите организовать труд беспризорников».
Большинство беспризорных составляли мальчики: так на Северном Кавказе в 1925—1926 годах не более 17—18 % беспризорных были девочками.
В 1925 году в стране 200 тысяч беспризорников, из которых 90 тысяч нуждались в немедленной помощи. Учётом беспризорников занимались милиция, уголовный розыск, ГПУ. Но основная часть этой деятельности приходилась на местные органы народного образования (ОНО). Для профилактики беспризорности при местных органах образования в 1926 году были организованы органы социально-правовой охраны несовершеннолетних (СПОН), куда входил стол опеки, детский адресный стол, юрисконсультская часть и комиссия по делам несовершеннолетних («комнес»). В сравнении с 1920 годом, к 1925 году число комнесов возросло в 8 раз. Руководящим органом выступила Центральная комиссия по делам несовершеннолетних.
Помимо СПОН существовала и Детская социальная инспекция (ДСИ), которая проводила облавы на беспризорников, обследования условий содержания детей в приютах, несла дежурство в местах скопления подопечных.
В 1925 году советское правительство выделило 50 млн рублей на борьбу с беспризорностью. Общества «Друзей детей» начали работать в 17 губерниях, используя для опеки беспризорных свои клубы, столовые, чайные, приюты.
Был создан институт патроната, с помощью которого передавали детей в семьи трудящихся на воспитание. Это было важным этапом «привыкания» выпускников колоний и детских домов к жизни вне интерната.
В работе с трудными подростками применялись следующие меры: однократное воспитательное воздействие (беседа, замечание); устройство или возврат в семью; надзор за поведением ребёнка или помещение в закрытые воспитательные учреждения.
Комиссии по делам несовершеннолетних стали специальным органом для рассмотрения дел о правонарушениях, совершенных несовершеннолетними. Закрытые учреждения занимались трудными подростками в строгом педагогическом режиме, обязательно обучая школьной программе и профессии. К 1925 году в детских домах РСФСР 241 тысяча детей, что составляло 55 % от общего числа сирот. Также начали работать 420 «трудовых коммун» и 880 «детских городков».
Были также созданы и трудовые дома в городах, трудовые колонии в сельской местности. Последние имели воспитательно-исправительный характер. В начале 1920-х годов по инициативе Феликса Дзержинского получили развитие трудовые коммуны ОГПУ. В них правонарушители-рецидивисты приобретали профессии, приобщались к коллективному труду индустриального типа. Все это строилось на открытых началах сознательной дисциплины и широкого самоуправления.

Роль мастерских в овладении трудовыми навыками воспитанников детдомов пропагандировали В. Васильева, Е. Лившиц, Н. Н. Иорданский, М. Эпштейн и другие. Обсуждалась также проблема окупаемости производств, на которых были задействованы бывшие беспризорники (О. Бем, Л. Глатман и др.).
"Главное в воспитании беспризорников и несовершеннолетних правонарушителей — это «новое отношение к человеку, новая позиция человека в коллективе, новая о нём забота и новое внимание. И только поэтому искалеченные дети, пришедшие в коммуну, переставали нести на себе проклятие людей „третьего сорта“. Они становились дзержинцами. Вот ты пришел в коммуну,— ты только воспитанник; ты уже пошел вперед, — ты получаешь звание коммунара, наконец, ты ведешь других, ты борешься впереди, ты хорошо знаешь, за что борешься, — ты получаешь звание коммунара-дзержинца». А. С. Макаренко. «Прекрасный памятник». Статья к 10-летию смерти Ф. Э. Дзержинского. «Правда», 20 июля 1936.

#### Ускорение ликвидации беспризорности
С 1928 года была поставлена задача на ликвидацию детской беспризорности в кратчайшие сроки. В срочном порядке составляется план ликвидации уличной беспризорности; «разгружаются» детские дома и приемники-распределители; детей раздают в крестьянские семьи, кустарями и в колхозы, совхозы, мотивируя тем, что на каждого ребёнка предоставляется дополнительный земельный надел, освобождаемый от уплаты единого налога на три года и возможностью бесплатного обучения ребёнка в школе, а также единовременным пособием. Этот срочный план ликвидации заключался в одновременном «изъятии» бездомных детей и подростков с обжитых ими мест обитания и размещении их в приемниках, детдомах и приютах.
В циркуляре Наркомпроса от 19 марта 1928 года работа по ликвидации уличной беспризорности приравнивалась к «боевому заданию». Характер действий, по заверению Кривоносова, действительно напоминал крупную военную операцию: чётко спланированные сосредоточения основных сил и средств; определялись направления главного «удара»; обеспечена строжайшая секретность операции; согласованы совместные действия; проведена тщательная разведка. Массовое «изъятие» беспризорников с улиц началась по всей стране одновременно в ночь с 12 на 13 апреля 1928 года, где были задействованы исключительно сотрудники ОГПУ, милиции и угрозыска, за редким исключением работники детской инспекции и комсомольские работники.
Дети изымались с улиц сначала только в крупных городах и на узловых станциях железных дорог, с продвижением в глубь страны. Создавались железнодорожные детские приемники, двигавшиеся по наиболее напряжённым направлениям. Все дети сопровождались в детоприёмники под надёжным караулом. Для предупреждения миграции беспризорников из региона в регион на узловых станциях выставлены заградительные отряды.
Некоторые из беспризорников сопротивлялись: совершали побеги, не подчинялись сотрудникам, били стёкла и ломали решётки на окнах; назывались чужими именами, оказывали физическое сопротивление. С беспризорниками обращались так же, как и с прочими заключёнными, о чём свидетельствует выдержка из приказа одного из приёмников-распределителей:

Отправка подростков-беспризорников будет произведена утром 3 мая. Подлежащие отправке должны быть подняты в 4 часа утра. В 4 часа 30 минут придет конвой для сопровождения до вокзала. Передачу произвести по спискам путём переклички… Сдача людей конвою должна быть проведена без промедления. Опоздание недопустимо.
— 
Беспризорные помещались в детские дома. Усыновление (удочерение) и патронат были лишь вспомогательными способами борьбы с безнадзорностью и сиротством. Обнародованная в 1926 году цифра — 19 тысяч переданных в патронажные семьи сирот, составляла около 14 % всего сиротского населения того времени.

#### Ситуация в начале 1930-х годов
Новый рост беспризорности в начале 1930-х годов вызвали коллективизация сельского хозяйства, раскулачивание и массовый голод 1932—1933 годов.
2 ноября 1933 года ГУЛаг издал специальную директиву об устройстве детей‑сирот в спецпоселках для сосланных раскулаченных, в которой отмечалось:

… в ряде спецпоселков находится значительное число детей различного возраста — сирот, беспризорных, больных и т. п.
Эти дети, не имея родителей, а, следовательно, и постоянных жилищ, влачат полуголодное существование, подвержены всякого рода заболеваниям, которые в большинстве своем приводят к их гибели.
Как правило, эти дети не заняты ни на каких, даже легких работах, что развивает среди них нищенство и тенденции к тунеядству. В дальнейшем такое положение не может быть допущено…

Американского специалиста по трудовым отношениям и журналиста Уайтинга Уильямса, посетившего СССР в 1933 году, поразили «орды» беспризорных и голодных детей, которых он видел повсеместно в украинских городах: «Они жили и умирали, как дикие звери». В Харькове Уильямс увидел, как девятилетний мальчик сидел среди мусора на рынке и поднимал из грязи скорлупу от яиц, из которой он пытался выскрести какие-то остатки. На следующий день Уильямс встретил его снова на том же месте, но мальчик уже не двигался. Уильямс сфотографировал, как харьковская милиция ловила беспризорных и перевозила их на телегах. Только в мае 1933 года официальные органы сообщили, что за неделю подобрали с улиц девять тысяч детей. Их отправляли в переполненные и голодные детдома, где была невероятно большая смертность — около 30 %. Поэтому многие бежали из детдомов и возвращались на улицу. Некоторых беспризорников, как рассказали Уильямсу несколько человек, загружали в вагоны, вывозили подальше от города и выпускали в чистом поле. «Но однажды по крайней мере три вагона с бездомными отогнали на запасной путь и забыли о них. Когда на третий день их открыли — в середине не осталось никого в живых», — писал Уильямс.
1 октября 1932 года органам Военизированной охраны путей сообщения НКПС СССР было поручено осуществлять задержание и санитарную обработку беспризорных детей, передвигающихся по железным дорогам, обеспечивать их питанием и культурным досугом. Для поиска детей применялись особые дозоры и оперативные группы, которые, в том числе, высылались на неохраняемые железнодорожные станции. В штат Военизированной охраны входили педагоги-воспитатели, осуществляющие свою деятельность в вагонах или комнатах-приемниках. Тысячи жизней мальчишек и девчонок спасли бойцы охраны НКПС в эти тяжелые годы.
В докладной записке о детской беспризорности 1933 года говорилось:

За январь-февраль-март мес. 1933 г. пропускная способность Московско-Брянского вокзала достигала 250—300 беспризорных в месяц, в апреле-мае это число резко повышается, достигая 500—900 чел.
……С делом беспризорности проводит борьбу по существу только ОГПУ, Рабоче-крестьянская милиция и военная охрана НКПС, причем эта борьба, в 1933 г. стоившая государству более 17 млн руб., большого эффекта дать не могла, так как в работе органов НКПроса, НКЗдрава, НКСнаба, НКЛП и Деткомиссии решительного поворота к делу беспризорности создано не было.

По инициативе стрелков и командиров при казармах подразделений охраны из беспризорных создавались отдельные группы и с помощью работников народного просвещения их обучали различным профессиям. Почти в каждом подразделении были свои воспитанники. Им выдавали форменную одежду, принимали на все виды довольствия, они посещали вместе со стрелками занятия и выполняли посильную работу. Даже после того, как детские приемники на транспорте были упразднены, юные стрелки оставались в подразделениях охраны, служили в них до начала Великой Отечественной войны. Известно немало случаев, когда юные стрелки находились в подразделениях охраны до призывного возраста, уходили служить в армию и снова приходили работать в охрану уже настоящими стрелками и командирами.

#### Окончание ликвидации
31 мая 1935 года было издано постановление СНК СССР и ЦК ВКП(б) «О ликвидации детской беспризорности и безнадзорности», где отмечалось, что ликвидирована массовая беспризорность, а также вновь поставлены задачи по организации борьбы с малолетними правонарушителями, хулиганством и усилению ответственности родителей за воспитание детей. В нём заявлялась, что при значительном количестве детских учреждений и улучшения материального положения рабочих, небольшое число беспризорников — лишь недостаток профилактической работы. Отмечена была и общественная роль в воспитании детей, определена система мероприятий по предупреждению безнадзорности и беспризорности, разработаны меры борьбы с нарушением прав несовершеннолетних, повышена ответственность родителей за воспитание детей. В постановлении указывалось, что беспризорность не ликвидирована до конца, а существует до сих пор, и это объяснялось плохой работой местных советских и партийных органов, отсутствием организационного участия в борьбе с ней советской общественности, а не причинами глубокого социального характера.
Таким образом, на ликвидацию массовой детской беспризорности понадобилось около 15 лет.

### Дети репрессированных
Насильственное разлучение детей и родителей-«врагов народа» было одной из репрессивных практик СССР. «Большой террор» 1937-38 годов привёл к тому, что тысячи детей арестованных «врагов народа» остались без попечения родителей, так как были арестованы не только их отцы, но, зачастую, и матери. Большинство таких детей оказывались в детдомах. Родственники и друзья арестованных, желавшие приютить их детей в собственных семьях, далеко не всегда могли предотвратить отправку детей в детдома. Согласно циркуляру НКВД СССР № 4 от 7 января 1938 года «О порядке выдачи на опеку родственникам детей, родители которых были репрессированы», потенциальные опекуны проверялись краевыми и областными управлениями НКВД на наличие «компрометирующих данных». Органам НКВД предписывалось наблюдать за настроениями детей арестованных, их поведением и знакомствами. Найти и забрать ребёнка, уже отправленного в детский дом, его оставшимся на свободе родственникам или освобождённым из заключения родителям было сложно, так как нередки были случаи, когда неправильно записывали или сознательно меняли фамилию ребёнка.
В Даниловском детприемнике в Москве, созданном на территории бывшего монастыря, дети арестованных «врагов народа» содержались вместе с беспризорниками, которые их обворовывали и всячески притесняли. Из этого приемника детей репрессированных распределяли по различным детским домам по всему СССР.
В некоторых детдомах детей «врагов народа» регулярно избивали, оскорбляли, недокармливали, часто они были вынуждены выслушивать бесконечные проповеди о собственной социальной неполноценности, сдабриваемые поговорками вроде «яблоко от яблони недалеко падает». В лучшем случае их опекали с ледяным равнодушием, предлагая забыть о собственных родителях. Наталья Савельева вспоминала:

Метод воспитания в детдоме был на кулаках. На моих глазах директор избивала мальчиков, била головой о стену и кулаками по лицу за то, что при обыске она у них находила в карманах хлебные крошки, подозревала, что они готовят хлеб к побегу. Воспитатели нам так и говорили: «Вы никому не нужны». Когда нас выводили на прогулку, то дети нянек и воспитательниц на нас показывали пальцем и кричали: «Врагов, врагов ведут!» А мы, наверное, и на самом деле были похожи на них. Головы наши были острижены наголо, одеты мы были как попало.

### Великая Отечественная война
| Год             | Год          | 1941   | 1942   | 1943   | 1944   |
| --------------- | ------------ | ------ | ------ | ------ | ------ |
| Задержано детей | Беспризорных | 93737  | 124494 | 277943 | 32005  |
| Задержано детей | Безнадзорных | 218350 | 255028 | 524497 | 146974 |
| Всего           | Всего        | 312037 | 279523 | 802445 | 228979 |

| Год  | Числится в дет. комн. | Беспризорников | Изъято детей | Изъято детей | Изъято детей |
| Год  | Числится в дет. комн. | Беспризорников | Всего        | Беспризорных | Безнадзорных |
| ---- | --------------------- | -------------- | ------------ | ------------ | ------------ |
| 1942 | —                     | 212 705        | 377 223      | 124 367      | 252 856      |
| 1943 | 633                   | 347 048        | 802 445      | 277 948      | 524 497      |
| 1944 | 1058                  | 596 121        | 1 173 668    | 432 898      | 740 770      |
| 1945 | —                     | —              | 823 751      | 185 543      | 638 208      |

Начало Великой Отечественной войны вызвало резкий рост числа безнадзорников и беспризорников. Большинство мужского населения в военное время вынуждено было уйти в армию, а оставшиеся родители были заняты на производстве.
С самого начала Великой Отечественной войны противодействие и профилактика беспризорности и безнадзорности получили государственный статус, постановлением Совнаркома № 75 эта борьба названа «важнейшим государственным делом». Законодательство, разработанное в это время, создавалось с упором на воспитательную работу с детьми и подростками.
Главное управление милиции НКВД СССР в приказе № 29/ф/1373 указывало на рост беспризорности и безнадзорности. Директива НКВД СССР № 50 обязывала милицию выявлять безнадзорных детей и направлять из в приёмники НКВД; создать справочно-адресные детские столы. Однако указания не получили должного внимания и были выполнены из рук вон плохо. Обходы домов проводились нерегулярно, заградительная работа отсутствовала, а детские комнаты организовывались далеко не во всех городах.
НКВД СССР в приказе № 1208 предписывал, что милиция должна держать детей лишь ограниченный срок и постоянно находить опекунов или родителей. В большинстве случаев этот указ также не исполнялся: дети находились там сверх меры, а поиском кормильцев никто не занимался. Общественность и комсомольские организации к этой работе также привлечены не были.
НКВД СССР в своих директивах отмечало, что безнадзорники и беспризорники часто становятся жертвами насилия и являются потенциальными преступниками. Ставилась задача по планомерной эвакуации детских учреждений, устройству детей на новых местах пребывания, регистрации прибывающих и поиску опекунов или родителей. Остро ставилась задача по защите детей от воздействия криминалитета.
Со второй половины 1941 года по начало 1942 года в глубокий тыл, из-за угрозы оккупации, было эвакуировано 976 детских домов, где проживало 167 223 воспитанника.
Ситуацию с активным ростом беспризорников и безнадзорников ухудшало то, что в ряде мест были сокращены сети детских учреждений и прекращено обучение детей школьной программе. Большинство детей просто лишилось родительского и педагогического надзора.
Органы внутренних дел занимались только накатанной схемой профилактики детской беспризорности и безнадзорности, что повлекло за собой рост детской преступности. Количество преступлений совершенных детьми возросло на 61 % с 1941 по 1942 год и на 192 % с 1941 по 1944 год.
Массовая эвакуация в тыл привела к потери множества детей своих родителей. Не меньше было и осиротевших детей. К тому же тяжелая материально-бытовая ситуация военного времени заставляли детей уходить из дома.
Наружные посты и участковые милиционеры начинают изымать беспризорников и безнадзорников с улиц. В городах проводятся регулярные массовые операции по изъятию детей. Проводится специальная работа в домоуправлениях.
Были разработаны меры по предупреждению детской беспризорности: на НКВД СССР были возложены обязанности по открытию детских колоний для несовершеннолетних преступников (11—16 лет). К 1943 году общее число заключенных в них достигло 50 тыс. человек. Увеличилось количество детских комнат милиции: с 633 в 1943 году до 1058 в 1944 году. В крупных городах открыты приемники-распределители. Работники милиции помимо изъятия детей добивались устройства их на работу, учёбу.
Успех в работе милиции в отношении борьбы с детской беспризорностью и безнадзорностью обеспечили детские комнаты милиции, которые использовались для размещения детей. До 1942 года детские комнаты вообще были только в республиканских, краевых и областных центрах, но далеко не везде. На железнодорожных станциях и водных пристанях их вовсе не было. Всего по Союзу их численность была меньше 150.
Доставленные в отделение милиции безнадзорники и беспризорники не получали квалифицированной помощи от персонала. До отправки в приёмники-распределители или к родителям их держали в камерах со взрослыми задержанными, в том числе уголовниками. Всё это препятствовало принятию предупредительных мер. Учитывая усиленный рост беспризорности, Главное Управление милиции в 1942 году предложило Советам депутатов трудящихся организовать во всех наиболее крупных городах детские комнаты и выделить для этих целей соответствующие помещения и персонал.
Директивой НКВД 1942 года были приняты и утверждены штаты детских комнат, которые с 1944 года стали называться детскими комнатами милиции. В них работали два сотрудника: инспектор и помощник инспектора. Принимали на работу лиц, не подлежащих призыву в армию, в основном женщин. Таким образом детские комнаты появились в Сибири, на Урале, в Поволжье, куда прибывали эвакуированные люди. Но местные Советы депутатов трудящихся недооценивали масштабы и организовали всего 100 детских комнат к 1942 году. Уже к 1 января 1943 года это число достигло 250 комнат.
В январе и июне 1942 года вопрос поднимался в Совнаркоме РСФСР и в СНК союзных республик, где решено было создать дополнительные помещения и работников, а также выделить для этого средства. Таким образом, в 1943 году было вновь создано 230 комнат, их общее число достигло 480. В дополнение к этому было основано 248 комнат на железной дороге и водном транспорте. В итоге к 1 января 1944 года на территории СССР находилось 728 детских комнат. В июне этого же года Совнарком СССР учредил ещё 360 комнат, из них 95 транспортных.
Хотя подавляющее число комнат соответствовало предъявленным требованиям, всё же существовал ряд помещений, не отвечающих им.
В период с 1942 года по 1943 годы милиция, благодаря общественности, задержала около 300 тыс. беспризорников.
Во всех детских комнатах введено по 1—3 штатных работника, специально обученных. Работники детских комнат постоянно осуществляли работу по предупреждению детской безнадзорности, оформлению и направлению задержанных. Кроме того, они контактировали с родителями задерживаемых детей, контактировали с детскими учреждениями и квартальными комитетами, информируя их о задержанных.
В целях социальной защиты создаются всё новые учреждения. При исполкомах местных Советов сформировались комиссии по устройству детей. В крупных городах начали действовать приёмники-распределители, куда направлялись дети до 15 лет включительно. Но дети находились там не более двух недель: если было невозможно вернуть родителям, то детей до 14 лет направляли в соответствующие учреждения органов народного образования или отправляли на патронирование; детей старше 14 направляли в приёмники-распределители НКВД, где устраивали на промышленные организации или в сельское хозяйство; дети до трёх лет направлялись в местные органы здравоохранения.
Патронаж производился добровольно и охватывал около 350 тысяч детей.
С 1945 года поток беспризорников заметно сократился. материально-бытовые условия населения начали восстанавливаться, а родители возвращаться домой.
Самой крупной проблемой в решении вопроса беспризорности являлся розыск и установка местонахождения потерянных детей. За всю войну около 190 тыс. детей потеряло связь с родителями. 23 января 1942 года Совнарком СССР вынес постановление об обязательстве НКВД оказывать помощь родителям и родственникам в поисках детей. Для этого были созданы справочные адресные детские столы, а при Главном управлении милиции — Центральный справочный адресный детский стол, где находилась картотека по учёту детей по всему Союзу. О создании такого органа было объявлено в центральной печати и по радио. Адресный стол осуществлял регистрацию всех детей, находившихся в приёмнике-распределителе. На момент 1 апреля 1944 года Центральный справочный детский стол содержал 422 272 учётные карточки. По состоянию на 1 июня 1944 года, всего зарегистрировано 41 107 детей в розыске, из которых найдены 13 414.
15 июня 1943 года Совнарком СССР постановлением создаёт подразделения по делам несовершеннолетних во всех НКВД, назвав их отделами по борьбе с детской преступностью и хулиганством. Их значимость подчёркивал тот факт, что начальники отделения становились заместителями начальника этого отдела НКВД, а в документах отмечалось, что успешно бороться с преступностью уголовный розыск и детские комнаты милиции могут только при взаимодействии всех служб милиции в области предупреждения правонарушений.
Не выполнялся и план по обучению детей. Это стало весомой причиной в образовании безнадзорности. В период 1945—1946 годов число школ увеличилось, что способствовало снижению проблемы беспризорности за счёт большего охвата детей.
В период с 1944 по 1945 годы выпуск учащихся был меньше запланированного на 10,3 %, отсев в течение года составлял 12,2 %. В период с 1945 по 1946 годы выпуск превысил плановые показатели на 0,62 %, процент отсева снизился до 2 %.

#### Трудоустройство подростков
За все годы войны было трудоустроено более 100 тыс. детей.
15 июня 1943 года Совнарком СССР постановил организовать воспитательные колонии для содержания преступников от 11 до 16 лет. К концу 1943 года всего в этих колониях содержалось около 50 тыс. подростков.
В июльском постановлении Совнарком СССР создал 25 колоний на 10 тыс. детей в Горьковской, Куйбышевской, Кировской, Саратовской, Сталинградской и других областях.
Недостаточная работа велась только со стороны общественных организаций. Руководители промышленных предприятий и сельского хозяйства, несмотря на постановления, не спешили создавать нормальные условия быта и труда для детей.
Постановлением о трудоустройстве подростков от 1943 года Совнарком СССР обязал НКВД СССР и Наркомпрос РСФСР направить летом 1943 года в ремесленные железнодорожные училища и школы ФЗО 36 000 детдомовцев и сирот, а также 5400 воспитанников трудовых колоний НКВД старше 14 лет.
Совнарком СССР 6 июля 1944 года постановил обеспечить детей в трудовых воспитательных колониях НКВД СССР помещениями и производственными площадями. Было разрешено организовать дополнительные детские трудовые воспитательные колонии. Верховный совет СССР выделил в государственном бюджете 6 млрд. 600 млн рублей на содержание детских садов, домов, ремесленных училищ и школ ФЗО.
Почти повсеместно были созданы специальные фонды помощи детям, созданы специальные счета, куда перечислялись заработанные средства с воскресников или комсомольские пожертвования. Всего от комсомольских организаций и несоюзной молодёжи страны поступило 308 млн рублей. На эти средства организовано 126 детских домов, а также содержались сотни оздоровительных детских площадок. На 1 января 1945 года в СССР существовало 14 комсомольских здравниц, где ежегодно отдыхало около 12 тысяч детей.
Работа по улучшению материально-бытового положения безнадзорных детей находилась под юрисдикцией ЦК ВЛКСМ при активном содействии органов внутренних дел.
Однако в работе по предупреждению беспризорности были и огрехи: слабое взаимодействие с другими общественными организациями и образовательными учреждениями; воспитанников редко трудоустраивали; улучшение жилищных условий проходило медленно и в малом объёме.

### 1960-е годы
В 1960-е годы вводится форма организации школы с продлённым днём. Укрепляется концепция более широкого охвата детей детскими учреждениями, взамен укрепления семьи. Такая политика начинает, со временем, усиливать процессы отторжения детей от семьи и родителей, ослабление родительского авторитета, чувство ответственности за своих детей трансформируется в бремя.
Этот период известен тем, что слово «беспризорник» исчезает из периодической печати и официальных документов. Отныне считается, что существуют лишь единичные случаи временного ухода детей из семьи или из детских домой из-за конфликтов с родителями или воспитателями.
Но детские приёмники МВД СССР не пустовали и собирали не только потерявшихся детей и «путешественников», но и тех, кто жил где придётся и зарабатывал нищенством, проституцией, кражами и т. п.

## Статистика
| Год  | Учреждений | Детей       |
| ---- | ---------- | ----------- |
| 1917 | —          | 30 000 ▲    |
| 1919 | —          | 125 000 ▲   |
| 1921 | —          | 6 000 000 ▲ |
| 1923 | —          | 4 000 000 ▲ |
| 1924 | —          | 280 000 ▼   |
| 1926 | —          | 250 000 ▼   |
| 1928 | —          | 159 000 ▼   |
| 1950 | 6543       | 637 000 ▲   |
| 1958 | 4034       | 375 000 ▼   |

А. Н. Кривоносов указывает, что в 1917 году в детских домах воспитывается 30 тыс. детей, через два года уже 125 тыс. человек и в 1921—1922 годах — 540 тыс. несовершеннолетних В 1924 году в детских домах находилось 280 тыс. человек, а через два года сократилось до 250 тыс. беспризорников. В 1927—1928 годах в детдомах было расположено 159 тыс. детей. В 1932 году сотрудниками угрозыска было задержано более 18 тыс. несовершеннолетних.
По данным БСЭ, в 1921 году число беспризорников достигало 4—6 млн детей и 2,5—4 млн человек через два года.
А. Б. Рожков указывает, что в 1922 году было 7 млн беспризорных детей.
Н. К. Крупская утверждала, что к началу 1930-х годов количество беспризорников в СССР превышало 2 млн.
В 1950 году в СССР было 6543 детских дома, где содержались 637 тыс. несовершеннолетних. Спустя 8 лет эти числа сократились до 4034 и 375 тыс. человек соответственно.

## Нормативные акты
- «Об устройстве детей, оставшихся без родителей»;
- «Об усилении мер борьбы с детской беспризорностью, безнадзорностью и хулиганством»;
- Циркуляре наркомпроса от 19 марта 1928 года;
- Постановление 1935 года «О ликвидации детской беспризорности и безнадзорности»[2];
- Постановление СНК СССР от 23 января 1942 г. № 75 «Об устройстве детей, оставшихся без родителей»;
- В указании ГУМ НКВД СССР от 8 августа 1942 г. № 29/ф/1373;
- Директива НКВД СССР от 11 февраля 1942 г. № 50;
- Приказ НКВД СССР от 31 декабря 1940 г. № 1208;
- Постановление СНК СССР от 23 января 1942 года.
- Директива НКВД 1942
- 23 января 1942 года специальное постановление Совнаркома СССР
- Указание ГУМ НКВД СССР от 6 августа 1942 г. № 29/з/1353
- Постановлением СНК СССР от 15 июня 1943 г. «Об усилении мер борьбы с детской беспризорностью, безнадзорностью и хулиганством»
- Июль 1944 года СНК СССР «Об увеличении количества детей в детских трудовых воспитательных колониях НКВД СССР и о материальном обеспечении детских и трудовых воспитательных колоний»
- Постановление СНК СССР «О трудовом устройстве подростков старше четырнадцати лет — воспитанников детских домов, трудовых колоний НКВД СССР и детей, оставшихся без родителей», принятое в 1943 году
- Постановление СНК СССР от 6 июля 1944 г.
- 8 апреля 1952 года Совет Министров СССР принимает постановление «О мерах ликвидации детской беспризорности в РСФСР»;

## В культуре
Борьба с беспризорностью 1920-х и 1930-х гг. нашла отражение в популярных произведениях литературы, включая автобиографическую «Республику ШКИД» Г. Белых и Л. Пантелеева (1927) и повесть Вячеслава Шишкова «Странники» (1930). Всемирной известностью пользуются произведения А. С. Макаренко «Педагогическая поэма» (1935) и «Флаги на башнях» (1938). Проблема беспризорности 1940-х — в центре повести Анатолия Приставкина «Ночевала тучка золотая» (1981) и романа Эдуарда Кочергина «Крещённые крестами» (2009). Примеры фильмов, в которых присутствуют сцены с беспризорниками:
- «Путёвка в жизнь» (1931)
- «Флаги на башнях» (1958)
- «Армия „Трясогузки“» (1964)
- «Республика ШКИД» (1966)
- «Ташкент — город хлебный» (1968)
- «Армия „Трясогузки“ снова в бою» (1968)
- «Итальянец» (2005)